# Voo Southern Airways 932
Voo Southern Airways 932 foi um voo fretado (Charter) pela Universidade Marshall para realizar uma viagem doméstica entre os aeroportos do Aeroporto Regional de Kinston, em  Kinston (Carolina do Norte), e o Aeroporto Tri-State em Huntington (Virgínia Ocidental).
Na noite de 14 de novembro de 1970, o Douglas DC-9-31 da companhia Southern Airways, operando o voo 932, chocou-se com uma colina nas proximidades do aeroporto de Huntington, matando todos os 75 ocupantes da aeronave. As 75 vítimas do acidente eram compostas por 5 tripulantes, 45 membros do time de futebol americano da Universidade Marshall (conhecidos como Marshall Thundering Herd football) entre jogadores/estudantes e comissão técnica e 25 torcedores.
O acidente é considerado a pior tragédia relacionada com esportes na história dos Estados Unidos, enquanto que os restos mortais de seis passageiros nunca foram identificados, sendo todos enterrados em um único local.
O relatório final sobre o acidente, emitido pelo National Transportation Safety Board em 14 de abril de 1972, não foi conclusivo, indicando um provável erro de leitura, pelo comandante, dos instrumentos de bordo da aeronave e pelo fato dos pilotos não conhecerem o aeroporto de Huntington.